# Pitman Fracture Zone
Pitman Fracture Zone är en sprickzon i Antarktis. Den ligger i havet utanför Västantarktis. Nya Zeeland gör anspråk på området.